# Lal Bahadur Shastri
Lal Bahadur Shastri (în limba hindi लालबहादुर शास्त्री) (n. 2 octombrie 1904; d. 11 ianuarie 1966) a fost prim-ministru al Indiei în perioada 9 iunie 1964 - 11 ianuarie 1966.